# Слейт, Дженни
Дже́нни Са́ра Слейт (англ. Jenny Sarah Slate; род. 25 марта 1982) — американская актриса, комедиантка и писательница. Наиболее известна по главной роли в фильме «Свой ребёнок», а также по участию в сериалах «Парки и зоны отдыха», «Обитель лжи» и «Девчонки».

## Ранние годы
Слейт родилась в городе Милтон, штат Массачусетс, в семье керамистки Нэнси Слейт (урождённой Гилсон) и бизнесмена и поэта Рона Слейта. Она — средний ребёнок из трёх, у неё есть старшая сестра Эбигейл и младшая Стейси. Выросла в еврейской семье. Ее бабушка по отцовской линии родилась в Гаване (Куба), в семье выходцев из России и Турции, а выросла в Париже (Франция).
После окончания средней школы, академии Милтон, Слейт поступила в Колумбийский университет, где изучала литературу, и где познакомилась со своим комедийным партнёром Гейбом Лидманом. Слейт окончила университет в 2004 году.

## Карьера
Стендап шоу комедийного дуэта «Гейб и Дженни» было названо лучшим новым варьете 2008 года по версии Time Out New York. В 2015 году комики объявили о закрытии шоу на неопределенный срок из-за занятости в других проектах. Параллельно, в течение 2008 и 2009 года Слейт регулярно выступала с одиночным шоу под названием «Дженни Слейт: мертвый миллионер» в театре Upright Citizens Brigade Theatre (UCBT) в Нью-Йорке.

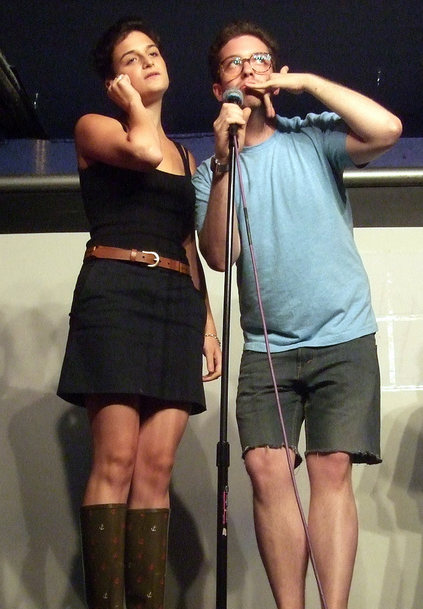
Дженни с комедийным партнером Гейбом Лидманом, 2007

Дженни была комментатором на многих программах VH1. В начале 2009 года она несколько раз появлялась на шоу «Поздней ночью», ведущим которой на тот момент был Джимми Фэллон. Также, Слейт можно было не раз увидеть в комедийном телесериале «Смертельно скучающий», транслировавшемся на HBO в 2009—2011 годах. В качестве гостя комедиантка появлялась в ситкоме «Bob's Burgers», телешоу «Самые белые парни, каких вы только знаете», передаче «Важные вещи с Деметри Мартином» и сериалах «Девчонки» и «Воспитывая Хоуп».
Дженни была постоянным актером одного сезона Saturday Night Live (2009—2010). В своем дебютном эпизоде она случайно сказала fucking. Слово попало в прямой эфир, но было удалено из повторов. За время работы на программе комедиантка спародировала таких знаменитостей, как Хода Котб, Леди Гага, Кристен Стюарт, Эшли Олсен и Олимпия Сноу.
В августе 2010 года Дженни выступила соавтором и актрисой озвучания анимационного фильм «Marcel the Shell with Shoes On», который заработал вирусный успех. Это привело к созданию продолжения истории. Позже, Слейт написала детскую книгу о главном герое фильмов, Марселе, которая была выпущена 1 ноября 2011 года.
Первой крупной ролью в кино для Дженни Слейт стала роль Зоуи в фильме «Элвин и бурундуки 3». В 2012 году актриса озвучила маму Теда в анимационном фильме «Лоракс», а также исполнила второстепенную роль в комедийном боевике «Значит, война».
Ее первое появление в сериале «Парки и зоны отдыха» телеканала NBC состоялось в 2013 году в эпизоде «Спасательная операция». После успеха в «Парках» Слейт снялась в 12-серийном мини-сериале на YouTube под названием «Кэтрин», прославляющем эстетику мыльных опер конца 1980-х, начала 1990-х годов. 23 июля 2013 года она появилась в комедийном сериале «Drunk History», где рассказала историю изготовления Кока-Колы.
В 2014 году Слейт снялась в комедийно-драматическом фильме «Свой ребенок», который рассказывает о жизни молодого стендап комика, сталкивающегося с незапланированной беременностью. За работу в картине Слейт получила премию Ассоциации кинокритиков (в категории «Лучшая актриса в комедии»), награду за Лучший прорыв на фестивале Newport Beach Film Festival, премию Virtuosos Award на фестивале Santa Barbara Film Festival, а также была названа Лучшей комедийной актрисой членами жюри Women Film Circle Awards.
В компании Джуди Грир и Нат Факсон Слейт снималась в первом сезоне сериала «В браке» телеканала FX. А в 2016 году актриса приняла участие в озвучивании двух полнометражных анимационных фильмов: «Зверополис» (мисс Барашкис) и «Тайная жизнь домашних животных» (шпиц Гиджет).
В соавторстве со своим отцом Дженни написала книгу «About the House» о том времени, когда они жили в Милтоне, штат Массачусетс. Книга была опубликована в декабре 2016 года.
В 2017 году Дженни Слейт снялась в фильме «Одарённая» в роли Бонни Стивенсон, учительницы главной героини в исполнении Маккенны Грейс, отца которой сыграл Крис Эванс. В этом же году можно было услышать голос Дженни в полнометражных мультфильмах «Лего Фильм: Бэтмен» (Харли Квинн) и «Гадкий я 3» (Валери Да Винчи).
Осенью 2019 года состоялась мировая премьера фильма «Веном», в котором Дженни исполнила роль доктора Доры Скирт. В это же время на Netflix был выложен стендап спешл Дженни «Stage Fright» (Боязнь сцены).
На вторую половину 2020 года, предположительно, запланирован выход в российский прокат мелодрамы «Солнце в ночи», в которой Дженни сыграла главную роль. Мировая премьера ленты состоялась на кинофестивале «Сандэнс».

## Личная жизнь
В сентябре 2012 года Слейт вышла замуж за режиссёра Дина Флейшера-Кэмпа. В мае 2016 года пара объявила о расставании. После расставания с Флейшером-Кэмпом Слейт имела отношения с актёром Крисом Эвансом, партнёром по фильму «Одарённая»; они встречались с середины 2016 по начало 2017 года, и вновь с конца 2017 по начало 2018 года.
В сентябре 2019 года Слейт обручилась с арт-куратором Беном Шаттаком. В декабре 2020 года у супругов родилась дочь Айда Лупин Шаттак.

## Избранная фильмография
| Год       |    | Русское название                 | Оригинальное название                | Роль                 |
| --------- | -- | -------------------------------- | ------------------------------------ | -------------------- |
| 2009—2010 | с  | Субботним вечером в прямом эфире | Saturday Night Live                  | разные персонажи     |
| 2011      | ф  | Элвин и бурундуки 3              | Alvin and the Chipmunks: Chipwrecked | Зоуи                 |
| 2012      | ф  | Значит, война                    | This Means War                       | Эмили                |
| 2012      | мф | Лоракс                           | Lorax                                | мама Тэда            |
| 2014      | ф  | Свой ребёнок                     | Obvious Child                        | Донна Стерн          |
| 2014      | ф  | Самая длинная неделя             | The Longest Week                     | Джоселин             |
| 2014—2015 | с  | Обитель лжи                      | House of Lies                        | Сара                 |
| 2015—2023 | мс | Звёздная принцесса и силы зла    | Star vs. the Forces of Evil          | Лайлация Пониголовая |
| 2016      | мф | Зверополис                       | Zootopia                             | овца Мисс Барашкис   |
| 2016      | мф | Тайная жизнь домашних животных   | The Secret Life of Pets              | шпиц Гиджет          |
| 2016      | ф  | Разум в огне                     | Brain on Fire                        | Марго                |
| 2017      | мф | Гадкий я 3                       | Despicable Me 3                      | Валери Да Винчи      |
| 2017      | мф | Лего Фильм: Бэтмен               | The LEGO Batman Movie                | Харли Квинн          |
| 2017      | ф  | Одарённая                        | Gifted                               | Бонни                |
| 2018      | ф  | Веном                            | Venom                                | Дора Скирт           |
| 2018      | ф  | Отель «Артемида»                 | Hotel Artemis                        | Морган               |
| 2018      | мс | Мини-Маппеты                     | Muppet Babies                        | Мисс Нэнни           |
| 2019      | ф  | Солнце в ночи                    | The Sunlit Night                     | Фрэнсис              |
| 2019      | мф | Тайная жизнь домашних животных 2 | The Secret Life of Pets 2            | шпиц Гиджет          |
| 2020      | ф  | Последняя капля                  | On the Rocks                         | Ванесса              |
| 2021      | ф  | Марсель, ракушка в ботинках      | Marcel the Shell with Shoes On       | Марсель              |
| 2021      | мс | Великий север                    | The Great North                      | Джуди Тобин          |
| 2022      | ф  | Всё везде и сразу                | Everything Everywhere All at Once    | носатая              |
| 2025      | ф  | У моря                           | At the Sea                           |                      |